# Бибилашвили, Нодари Шалвович
Нодари Шалвович Бибилашвили (02.12.1930 — 02.11.1985) — грузинский советский геофизик, лауреат Государственной премии СССР (1969).
Член КПСС с 1961 г.
Окончил Тбилисский университет (1954).
- 1954—1956 инженер Эльбрусской экспедиции АН СССР.
- 1956—1960 аспирант Института прикладной геофизики АН СССР.
- 1960—1969 младший, старший научный сотрудник Закавказского научно-исследовательского гидрометеорологического института.

С 1969 г. зав. лабораторией физики облаков и активных воздействий Высокогорного геофизического института ГУ гидрометслужбы при Совете Министров СССР. С 1977 г. - зам. директора ВГИ.
С 1980 г. заместитель директора ЗакНИИ по научной работе.
Кандидат физико-математических наук (1962). Старший научный сотрудник (1966). Диссертация:
- Вертикальные потоки в конвективных облаках и их влияние на образование ливневых осадков : диссертация ... кандидата физико-математических наук : 01.00.00. - Нальчик, 1962. - 129 с. : ил. + Прил. (Альбом табл.; 34 л.; 30х35 см.).

Лауреат Государственной премии СССР (1969, в составе коллектива) — за разработку и внедрение метода и средств борьбы с градобитиями с использованием противоградовых ракет и снарядов.

## Сочинения
- Физика облаков и активные воздействия на градовые процессы / Под ред. Н. Ш. Бибилашвили. - М. : Гидрометеоиздат : Моск. отд-ние, 1983. - 152 с. : ил.; 21 см. - (Тр. Высокогор. геофиз. ин-та. Вып. 50, ISSN ISSN 0547-1869).
- Руководство по организации и проведению противоградовых работ / Н. Ш. Бибилашвили, И. И. Бурцев, Ю. А. Серёгин. - Л. : Гидрометеоиздат, 1981. - 168 с. : ил.; 22 см
- Образование осадков и воздействие на градовые процессы [Текст] / Г. К. Сулаквелидзе, Н. Ш. Бибилашвили, В. Ф. Лапчева ; Под ред. Е. К. Федорова и Г. К. Сулаквелидзе ; Гл. упр. гидрометеорол. службы при Совете Министров СССР. Высокогорный геофиз. ин-т. - Ленинград : Гидрометеоиздат, 1965. - 265 с. : ил.; 22 см.